# 2024년 하계 패럴림픽 대한민국 선수단
대한민국은 2024년 8월 29일부터 9월 8일까지 프랑스 파리에서 열릴 제18회 하계 패럴림픽에 참가했다. 이번 패럴림픽에 대한민국은 17개 종목 선수 83명, 임원 94명 총 177명이 출전한다. 최연소 선수는 보치아 종목의 서민규, 최고령 선수는 양궁의 김옥금이다.

## 출전 선수
| 종목             | 남자 | 여자 | 전체 |
| ---------------- | ---- | ---- | ---- |
| 골볼             | 0    | 6    | 6    |
| 보치아           | 4    | 2    | 6    |
| 배드민턴         | 5    | 2    | 7    |
| 사격             | 8    | 4    | 12   |
| 사이클           | 1    | 1    | 2    |
| 수영             | 3    | 1    | 4    |
| 양궁             | 2    | 4    | 6    |
| 파워리프팅       | 1    | 3    | 4    |
| 유도             | 2    | 0    | 2    |
| 육상             | 2    | 1    | 3    |
| 조정             | 2    | 3    | 5    |
| 패러카누         | 1    | 0    | 1    |
| 탁구             | 10   | 7    | 17   |
| 태권도           | 2    | 0    | 2    |
| 패러트라이애슬론 | 1    | 0    | 1    |
| 휠체어 테니스    | 2    | 0    | 2    |
| 휠체어 펜싱      | 0    | 3    | 3    |
| 전체             | 46   | 37   | 83   |

## 메달 집계
| 메달 | 이름           | 종목        | 세부 종목                     | 날짜     |
| ---- | -------------- | ----------- | ----------------------------- | -------- |
|      | 조정두         | 사격        | 남자 P1 10m 공기권총 SH1      | 8월 30일 |
|      | 박진호         | 사격        | 남자 R1 10m 공기소총 SH1      | 8월 31일 |
|      | 정호원         | 보치아      | 남자 개인 BC3                 | 9월 2일  |
|      | 박진호         | 사격        | 남자 R7 50m 소총 3자세 SH1    | 9월 3일  |
|      | 김기태         | 탁구        | 남자 단식 MS11                | 9월 5일  |
|      | 김영건         | 탁구        | 남자 단식 MS4                 | 9월 7일  |
|      | 이윤리         | 사격        | 여자 R2 10m 공기소총 입사 SH1 | 8월 30일 |
|      | 서수연, 윤지유 | 탁구        | 여자 복식 WD5                 | 8월 30일 |
|      | 장영진, 박성주 | 탁구        | 남자 복식 MD4                 | 8월 31일 |
|      | 유수영, 정재군 | 배드민턴    | 남자 복식 WH1-2               | 9월 1일  |
|      | 정소영         | 보치아      | 여자 개인 BC2                 | 9월 1일  |
|      | 정성준         | 보치아      | 남자 개인 BC1                 | 9월 2일  |
|      | 최정만         | 배드민턴    | 남자 단식 WH1                 | 9월 2일  |
|      | 강선희, 정호원 | 보치아      | 혼성 페어 BC3                 | 9월 5일  |
|      | 윤지유         | 탁구        | 여자 단식 WS3                 | 9월 6일  |
|      | 권효경         | 휠체어 펜싱 | 여자 에페 A                   | 9월 6일  |
|      | 서훈태         | 사격        | 혼성 R4 10m 공기소총 입사 SH2 | 8월 30일 |
|      | 박진철, 차수용 | 탁구        | 남자 복식 MD4                 | 8월 30일 |
|      | 강외정, 이미규 | 탁구        | 여자 복식 WD10                | 8월 31일 |
|      | 정영아, 문성혜 | 탁구        | 여자 복식 WD10                | 8월 31일 |
|      | 주정훈         | 태권도      | 남자 K44 80kg급               | 8월 31일 |
|      | 강선희         | 보치아      | 여자 개인 BC3                 | 9월 1일  |
|      | 김정준         | 배드민턴    | 남자 단식 WH2                 | 9월 2일  |
|      | 김정남         | 사격        | 혼성 P3 25m 권총 SH1          | 9월 2일  |
|      | 차수용         | 탁구        | 남자 단식 MS2                 | 9월 4일  |
|      | 문성혜         | 탁구        | 여자 딘식 WS5                 | 9월 4일  |
|      | 정영아         | 탁구        | 여자 단식 WS5                 | 9월 4일  |
|      | 정영아         | 탁구        | 남자 단식 MS3                 | 9월 5일  |
|      | 서수연         | 탁구        | 여자 단식 WS1-2               | 9월 5일  |
|      | 김정길         | 탁구        | 남자 단식 MS4                 | 9월 7일  |

| 종목        | 1 | 2  | 3  | 메달 합계 |
| 사격        | 3 | 1  | 2  | 6         |
| 탁구        | 2 | 3  | 9  | 14        |
| 보치아      | 1 | 3  | 1  | 5         |
| 배드민턴    | 0 | 2  | 1  | 3         |
| 휠체어 펜싱 | 0 | 1  | 0  | 1         |
| 태권도      | 0 | 0  | 1  | 1         |
| 합계        | 6 | 10 | 14 | 30        |

## 종목별 성적

### 골볼

#### 여자
예선 B조
| 팀       | 경기 | 승 | 무 | 패 | 득 | 실 | 차  | 승점 |
| -------- | ---- | -- | -- | -- | -- | -- | --- | ---- |
| 일본     | 3    | 3  | 0  | 0  | 11 | 2  | +9  | 9    |
| 캐나다   | 3    | 1  | 1  | 1  | 11 | 2  | +9  | 4    |
| 대한민국 | 3    | 1  | 1  | 1  | 7  | 4  | +3  | 4    |
| 프랑스   | 3    | 0  | 0  | 3  | 1  | 22 | −21 | 0    |

- 8월 29일  대한민국 1 : 3  일본
- 8월 31일  프랑스 1 : 6  대한민국
- 9월 1일  대한민국 0 : 0  캐나다

8강
- 9월 3일  터키 6 : 3  대한민국

7-8위 결정전
- 9월 4일  대한민국 4 : 3  프랑스

### 배드민턴

#### 남자
| 선수          | 종목       | 그룹/예선                             | 그룹/예선                               | 그룹/예선                               | 그룹/예선 | 8강                                | 준결승                             | 결승/3위 결정전                          | 결승/3위 결정전 |
| 선수          | 종목       | 상대선수 결과                         | 상대선수 결과                           | 상대선수 결과                           | 순위      | 상대선수 결과                      | 상대선수 결과                      | 상대선수 결과                            | 순위            |
| 최정만        | 단식 WH1   | 나가시마 (JPN) · 승 (21-11, 21-14)    | 무라야마 (JPN) · 승 (21-10, 21-13)      | 경기 없음                               | 1Q        | 부전승                             | 정재군 (KOR) · 승 (21-10, 21-17)   | 취찌모 (CHN) · 패 (3-21, 7-21)           | 2               |
| 정재군        | 단식 WH1   | 취찌모 (CHN) · 패 (14-21, 11-21)      | 람리 (MAS) · 승 (25-23, 17-21, 21-13)   | 경기 없음                               | 2Q        | 무라야마 (JPN) · 승 (28-26, 21-19) | 최정만 (KOR) · 패 (10-21, 17-21)   | 완드슈나이더 (GER) · 패 (24-26, 11-21)   | 4               |
| 김정준        | 단식 WH2   | 자콥스 (FRA) · 승 (22-24, 21-8, 21-8) | 레비 (ISR) · 승 (21-15, 21-12)          | 경기 없음                               | 1Q        | 경기 없음                          | 카지와라 (JPN) · 패 (17-21, 9-21)  | 유수영 (KOR) · 승 (19-21,21-19, 24-22)   | 3               |
| 유수영        | 단식 WH2   | 마이지안펑 (CHN) · 승 (21-9, 24-22)   | 헬만 (GER) · 승 (19-21, 21-17, 21-7)    | 경기 없음                               | 1Q        | 경기 없음                          | 찬호유엔 (HKG) · 패 (21-23, 10-21) | 김정준 (KOR) · 패 (21-19,19-21, 22-24)   | 4               |
| 신경환        | 단식 SL4   | 야티라지 (IND) · 패 (24-26, 14-21)    | 람다니 (INA) · 패 (15-21, 21-16, 15-21) | 경기 없음                               | 3         | 진출 실패                          | 진출 실패                          | 진출 실패                                | 진출 실패       |
| 최정만 김정준 | 복식 WH1-2 | 대한민국 (KOR) · 패 (14-21, 13-21)    | 일본 (JPN) · 패 (13-21, 19-21)          | 프랑스 (FRA) · 승 (21-18, 13-21, 21-15) | 3         | 진출 실패                          | 진출 실패                          | 진출 실패                                | 진출 실패       |
| 정재군 유수영 | 복식 WH1-2 | 대한민국 (KOR) · 승 (21-14, 21-13)    | 프랑스 (FRA) · 승 (21-15, 21-15)        | 일본 (JPN) · 승 (21-16, 21-13)          | 1Q        | 경기 없음                          | 일본 (JPN) · 승 (21-12, 21-12)     | 중화인민공화국 (CHN) · 패 (10-21, 12-21) | 2               |

#### 여자
| 선수          | 종목       | 그룹/예선                      | 그룹/예선                               | 그룹/예선 | 8강                              | 준결승        | 결승/3위 결정전 | 결승/3위 결정전 |
| 선수          | 종목       | 상대선수 결과                  | 상대선수 결과                           | 순위      | 상대선수 결과                    | 상대선수 결과 | 상대선수 결과   | 순위            |
| 권현아        | 단식 WH1   | 쿠즈 (AUT) · 승 (21-18, 21-12) | 토 (BEL) · 패 (12-21, 10-21)            | 2Q        | 토 (BEL) · 패 (6-21, 14-21)      | 진출 실패     | 진출 실패       | 진출 실패       |
| 정겨울        | 단식 WH2   | 긴스 (BRA) · 승 (WDN)          | 웨티탄 (THA) · 패 (10-21, 22-20, 9-21)  | 2Q        | 렝글리 (SUI) · 패 (17-21, 19-21) | 진출 실패     | 진출 실패       | 진출 실패       |
| 정겨울 권현아 | 복식 WH1-2 | 일본 (JPN) · 패 (9-21, 12-21)  | 중화인민공화국 (CHN) · 패 (11-21, 8-21) | 3         | 진출 실패                        | 진출 실패     | 진출 실패       | 진출 실패       |

### 보치아

#### 남자
| 선수   | 종목     | 그룹/예선                     | 그룹/예선                   | 그룹/예선                 | 그룹/예선     | 그룹/예선 | 8강                     | 준결승                        | 결승/3위 결정전       | 결승/3위 결정전 |
| 선수   | 종목     | 상대선수 결과                 | 상대선수 결과               | 상대선수 결과             | 상대선수 결과 | 순위      | 상대선수 결과           | 상대선수 결과                 | 상대선수 결과         | 순위            |
| 정성준 | 개인 BC1 | 우아드프라딧 (THA) · 패 (7-3) | 레예스 (MEX) · 승 (3-3(*))  | 경기 없음                 | 경기 없음     | 2 Q       | 라모스 (POR) · 승 (3-2) | 스미스 (GBR) · 승 (3-2)       | 존룽 (HKG) · 패 (1-4) | 2               |
| 김도현 | 개인 BC1 | 크랄 (SVK) · 패 (2-4)         | 시아파 (INA) · 패 (4-3)     | 경기 없음                 | 경기 없음     | 3         | 진출 실패               | 진출 실패                     | 진출 실패             | 진출 실패       |
| 서민규 | 개인 BC2 | 롬바우츠 (BEL) · 승 (5-2)     | 생감파 (THA) · 패 (3-5)     | 벤 유브 (TUN) · 패 (4-6)  | 경기 없음     | 3         | 진출 실패               | 진출 실패                     | 진출 실패             | 진출 실패       |
| 정호원 | 개인 BC3 | 로메로 (COL) · 승 (12-2)      | 추추엔클린 (THA) · 승 (4-0) | 곤살베스 (POR) · 승 (4-2) | 경기 없음     | 1Q        | 메나드 (FRA) · 승 (4-1) | 이스크지츠키 (POL) · 승 (6-1) | 미셸 (AUS) · 승 (5-2) | 1               |

#### 여자
| 선수   | 종목     | 그룹/예선             | 그룹/예선                   | 그룹/예선               | 그룹/예선     | 그룹/예선 | 8강                        | 준결승                      | 결승/3위 결정전           | 결승/3위 결정전 |
| 선수   | 종목     | 상대선수 결과         | 상대선수 결과               | 상대선수 결과           | 상대선수 결과 | 순위      | 상대선수 결과              | 상대선수 결과               | 상대선수 결과             | 순위            |
| 정소영 | 개인 BC2 | 해고 (GBR) · 승 (3-1) | 코레이아 (POR) · 승 (4-3)   | 경기 없음               | 경기 없음     | 1Q        | 반 엔젤스 (NED) · 승 (4-3) | 타가트 (GBR) · 승 (3-2)     | 곤살베스 (POR) · 패 (1-4) | 2               |
| 강선희 | 개인 BC3 | 리슨 (AUS) · 승 (6-1) | 올리베이라 (BRA) · 승 (7-0) | 키드슨 (GBR) · 승 (7-0) | 경기 없음     | 1Q        | 아야네 (JPN) · 승 (3-2)    | 호위안케이 (HKG) · 패 (1-4) | 칼라도 (BRA) · 승 (7-2)   | 3               |

#### 혼성
| 선수                 | 종목       | 그룹/예선                | 그룹/예선             | 그룹/예선     | 그룹/예선     | 그룹/예선 | 8강                             | 준결승                          | 결승/3위 결정전       | 결승/3위 결정전 |
| 선수                 | 종목       | 상대선수 결과            | 상대선수 결과         | 상대선수 결과 | 상대선수 결과 | 순위      | 상대선수 결과                   | 상대선수 결과                   | 상대선수 결과         | 순위            |
| 정호원 강선희        | 2인 BC3    | 영국 (GBR) · 승 (6-2)    | 태국 (THA) · 승 (2-5) | 경기 없음     | 경기 없음     | 2Q        | 오스트레일리아 (AUS) · 승 (4-2) | 아르헨티나 (ARG) · 승 (4-2)     | 홍콩 (HKG) · 패 (3-5) | 2               |
| 정성준 서민규 정소영 | 단체 BC1-2 | 튀니지 (TUN) · 승 (19-1) | 일본 (JPN) · 패 (3-5) | 경기 없음     | 경기 없음     | 2Q        | 슬로바키아 (SVK) · 승 (8-4)     | 중화인민공화국 (CHN) · 패 (3-7) | 일본 (JPN) · 패 (3-8) | 4               |

### 사격

#### 남자
| 선수   | 세부 종목             | 예선     | 예선 | 결선      | 결선      |
| 선수   | 세부 종목             | 스코어   | 순위 | 스코어    | 최종 순위 |
| 조정두 | P1 10m 공기권총 SH1   | 577-12X  | 1Q   | 237.4     | 1         |
| 김정남 | P1 10m 공기권총 SH1   | 546-9X   | 24   | 진출 실패 | 진출 실패 |
| 박진호 | R1 10m 공기권총 SH1   | 624.4    | 1Q   | 249.4     | 1         |
| 심영집 | R1 10m 공기권총 SH1   | 616.0    | 11   | 진출 실패 | 진출 실패 |
| 박진호 | R7 50m 소총 3자세 SH1 | 1179-65X | 1Q   | 454.6     | 1         |
| 심영집 | R7 50m 소총 3자세 SH1 | 1114-33X | 17   | 진출 실패 | 진출 실패 |

#### 여자
| 선수   | 세부 종목                | 예선     | 예선 | 결선      | 결선      |
| 선수   | 세부 종목                | 스코어   | 순위 | 스코어    | 최종 순위 |
| 이윤리 | R2 10m 공기소총 입사 SH1 | 624.0    | 4Q   | 246.8     | 2         |
| 이윤리 | R8 50m 소총 3자세 SH1    | 1164-54X | 5Q   | 398.7     | 7         |
| 이유정 | R8 50m 소총 3자세 SH1    | 1136-33X | 16   | 진출 실패 | 진출 실패 |
| 박명순 | P2 10m 공기권총 SH1      | 531-7x   | 15   | 진출 실패 | 진출 실패 |

#### 혼성
| 선수   | 세부 종목                | 예선    | 예선 | 결선      | 결선      |
| 선수   | 세부 종목                | 스코어  | 순위 | 스코어    | 최종 순위 |
| 서훈태 | R4 10m 공기소총 입사 SH2 | 637.4   | 2Q   | 231.7     | 3         |
| 박동안 | R4 10m 공기소총 입사 SH2 | 631.1   | 7Q   | 146.5     | 7         |
| 이윤리 | R3 10m 공기소총 복사 SH1 | 631.3   | 17   | 진출 실패 | 진출 실패 |
| 이유정 | R3 10m 공기소총 복사 SH1 | 625.3   | 33   | 진출 실패 | 진출 실패 |
| 이철재 | R5 10m 공기소총 복사 SH2 | 637.1   | 3Q   | 147.0     | 7         |
| 박동안 | R5 10m 공기소총 복사 SH2 | 635.4   | 12   | 진출 실패 | 진출 실패 |
| 김정남 | P3 25m 권총 SH1          | 579-17X | 1Q   | 24        | 3         |
| 박세균 | P3 25m 권총 SH1          | 572-17X | 5Q   | 10        | 7         |
| 조정두 | P4 50m 권총 SH1          | 553-9X  | 1Q   | 181.0     | 4         |
| 박세균 | P4 50m 권총 SH1          | 536.5X  | 5    | 124.7     | 7         |
| 김연미 | R9 50m 소총 복사 SH2     | 619.5   | 15   | 진출 실패 | 진출 실패 |
| 이철재 | R9 50m 소총 복사 SH2     | 617.5   | 18   | 진출 실패 | 진출 실패 |
| 박진호 | R6 50m 소총 복사 SH1     | 624.8   | 7Q   | 164.6     | 6         |
| 심영집 | R6 50m 소총 복사 SH1     | 608.9   | 33   | 진출 실패 | 진출 실패 |

### 사이클

#### 남자
| 선수   | 세부 종목      | 기록     | 순위 | 1위와의 차이 |
| 김용기 | T1-2 도로 독주 | 25:58.03 | 10   | +4:22.25     |
| 김용기 | T1-2 개인 도로 | 1:41.38  | 11   | +26:34       |

#### 여자
| 선수   | 세부 종목      | 기록     | 순위 | 1위와의 차이 |
| 이도연 | H4-5 도로 독주 | 28:40.43 | 11   | +4:55.23     |
| 이도연 | H1-4 개인 도로 | 59:44    | 10   | +7:40        |

### 수영

#### 남자
| 선수   | 세부 종목     | 예선      | 예선      | 결선      | 결선      |
| 선수   | 세부 종목     | 기록      | 순위      | 기록      | 최종 순위 |
| 이인국 | 100m 배영 S14 | 1:02.18   | 3         | 진출 실패 | 진출 실패 |
| 이인국 | 100m 접영 S14 | 59.15     | 9         | 진출 실패 | 진출 실패 |
| 조원상 | 100m 접영 S14 | 59.92     | 11        | 진출 실패 | 진출 실패 |
| 조기성 | 50m 평영 SB3  | 경기 없음 | 경기 없음 | 50.73     | 4         |
| 조기성 | 150m 혼영 SM4 | 2.41.11   | 4Q        | 2.37.45   | 4         |
| 조기성 | 100m 배영 S4  | 54.75     | 7         | 진출 실패 | 진출 실패 |

#### 여자
| 선수   | 세부 종목     | 예선    | 예선 | 결선      | 결선      |
| 선수   | 세부 종목     | 기록    | 순위 | 기록      | 최종 순위 |
| 강정은 | 100m 배영 S14 | 1:15.73 | 7    | 진출 실패 | 진출 실패 |

### 양궁

#### 남자
| 선수   | 세부 종목   | 랭킹 라운드 | 랭킹 라운드 | 32강      | 16강                          | 8강                     | 준결승    | 결승 / 순위 결정전 | 결승 / 순위 결정전 |
| 선수   | 세부 종목   | 점수        | 시드        | 상대 점수 | 상대 점수                     | 상대 점수               | 상대 점수 | 상대 점수          | 최종 순위          |
| 박홍조 | W1          | 613         | 12          | 경기 없음 | 한귀페이 (CHN) · 패 (130-140) | 진출 실패               | 진출 실패 | 진출 실패          | 진출 실패          |
| 곽건휘 | 리커브 오픈 | 647         | 2           | 부전승    | 파파간 (TUR) · 승 (6-2)       | 스미스 (AUS) · 패 (4-6) | 진출 실패 | 진출 실패          | 진출 실패          |

#### 여자
| 선수   | 세부 종목     | 랭킹 라운드 | 랭킹 라운드 | 32강                        | 16강      | 8강                         | 준결승                      | 결승 / 순위 결정전              | 결승 / 순위 결정전 |
| 선수   | 세부 종목     | 점수        | 시드        | 상대 점수                   | 상대 점수 | 상대 점수                   | 상대 점수                   | 상대 점수                       | 최종 순위          |
| 김옥금 | W1            | 623         | 3           | 경기 없음                   | 부전승    | 킹스톤 (GBR) · 승 (128-122) | 첸민이 (CHN) · 패 (123-132) | 브란트로바 (CZE) · 패 (122-127) | 4                  |
| 장경숙 | 리커브 오픈   | 510         | 20          | 파타라폰 (THA) · 패 (0-6)   | 진출 실패 | 진출 실패                   | 진출 실패                   | 진출 실패                       | 진출 실패          |
| 최나미 | 컴파운드 오픈 | 661         | 18          | 주니가 (CHI) · 패 (135-139) | 진출 실패 | 진출 실패                   | 진출 실패                   | 진출 실패                       | 진출 실패          |
| 정진영 | 컴파운드 오픈 | 659         | 19          | 린예샨 (CHN) · 패 (134-140) | 진출 실패 | 진출 실패                   | 진출 실패                   | 진출 실패                       | 진출 실패          |

#### 혼성
| 선수          | 세부 종목   | 랭킹 라운드 | 랭킹 라운드 | 8강                           | 준결승                              | 결승 / 순위 결정전            | 결승 / 순위 결정전 |
| 선수          | 세부 종목   | 점수        | 시드        | 상대 점수                     | 상대 점수                           | 상대 점수                     | 최종 순위          |
| 김옥금 박홍조 | 단체 W1     | 1236        | 4           | 튀르키예 (TUR) · 승 (134-132) | 중화인민공화국 (CHN) · 패 (139-145) | 이탈리아 (ITA) · 패 (132-134) | 4                  |
| 곽건휘 장경숙 | 리커브 오픈 | 1157        |             | 이란 (IRI) · 패 (4-5)         | 진출 실패                           | 진출 실패                     | 진출 실패          |

### 유도

#### 남자
| 선수   | 세부 종목 | 16강전                                  | 8강전                                     | 4강전                                   | 패자부활전                                | 결승 / 3,4위전                            | 결승 / 3,4위전 |
| 선수   | 세부 종목 | 상대 선수 스코어                        | 상대 선수 스코어                          | 상대 선수 스코어                        | 상대 선수 스코어                          | 상대 선수 스코어                          | 순위           |
| 이민제 | J2 60kg급 | 부전승                                  | 마르케스 (BRA) · 승 (10 지도1-00 지도0)   | 나모조프 (UZB) · 패 (00 지도0-10 지도0) |                                           | 코라바 (UKR) · 패 (00 지도1-10 지도0)     | 5              |
| 김동훈 | J2 73kg급 | 이바녜스 (ESP) · 승 (01 지도0-00 지도2) | 바레이키스 (LTU) · 패 (00 지도1-01 지도1) | 진출 실패                               | 창사오하오 (TPE) · 승 (10 지도0-00 지도0) | 쿠란바애프 (UZB) · 패 (00 지도0-01 지도1) | 5              |

### 육상

#### 남자
| 선수   | 세부 종목      | 예선      | 예선      | 결선      | 결선      |
| 선수   | 세부 종목      | 기록      | 순위      | 기록      | 최종 순위 |
| 유병훈 | 400m T53       | 51.38     | 4         | 진출 실패 | 진출 실패 |
| 유병훈 | 100m T53       | 15.94     | 4Q        | 15.92     | 8         |
| 유병훈 | 400m T53       | 경기 없음 | 경기 없음 | 1:41.20   | 7         |
| 유병훈 | 마라톤 T54     | 경기 없음 | 경기 없음 | 1:52:05   | 12        |
| 정지송 | 포환던지기 F41 | 경기 없음 | 경기 없음 | 10.72     | 5         |

#### 여자
| 선수   | 세부 종목 | 예선  | 예선 | 결선  | 결선      |
| 선수   | 세부 종목 | 기록  | 순위 | 기록  | 최종 순위 |
| 전민재 | 200m T36  | 31.13 | 4Q   | 30.76 | 5         |
| 전민재 | 100m T36  | 14.69 | 5Q   | 14.95 | 7         |

### 조정

#### 여자
| 선수   | 세부 종목    | 예선     | 예선 | 패자부활전 | 패자부활전 | 결선     | 결선      |
| 선수   | 세부 종목    | 기록     | 순위 | 기록       | 순위       | 기록     | 최종 순위 |
| 김세정 | PR1 싱글스컬 | 10.45.53 | 3R   | 10.52.23   | 2FA        | 11:20.44 | 5         |

#### 혼성
| 선수                               | 세부 종목    | 예선    | 예선 | 패자부활전 | 패자부활전 | 결선    | 결선      |
| 선수                               | 세부 종목    | 기록    | 순위 | 기록       | 순위       | 기록    | 최종 순위 |
| 강현주 배지인 최선웅 이승호 서하경 | PR3 유타포어 | 7:51.27 | 5R   | 7:30.93    | 5FB        | 7:43.93 | 4         |

### 탁구

#### 남자
| 선수          | 종목      | 32강                | 16강                    | 8강                           | 준결승                      | 결승                        | 결승      |
| 선수          | 종목      | 상대선수 결과       | 상대선수 결과           | 상대선수 결과                 | 상대선수 결과               | 상대선수 결과               | 순위      |
| 김학진        | 단식 MS1  | 경기 없음           | 부전승                  | 데이비스 (GBR) · 패 (2-3)     | 진출 실패                   | 진출 실패                   | 진출 실패 |
| 주영대        | 단식 MS1  | 경기 없음           | 부전승                  | 팔코 (ITA) · 패 (2-3)         | 진출 실패                   | 진출 실패                   | 진출 실패 |
| 박진철        | 단식 MS2  | 부전승              | 예직 (UKR) · 승 (3-2)   | 라미롤트 (FRA) · 패 (3-1)     | 진출 실패                   | 진출 실패                   | 진출 실패 |
| 차수용        | 단식 MS2  | 부전승              | 추이웡 (THA) · 승 (3-0) | 플로레스 (CHI) · 승 (3-0)     | 추페르 (POL) · 승 (3-1)     | 진출 실패                   | 3         |
| 백영복        | 단식 MS3  | 첸 (AUS) · 승 (3-0) | 메리엔 (FRA) · 패 (1-3) | 진출 실패                     | 진출 실패                   | 진출 실패                   | 진출 실패 |
| 장영진        | 단식 MS3  | 부전승              | 날렙카 (POL) · 승 (3-1) | 엠버그 (USA) · 승 (3-2)       | 펑판펑 (CHN) · 패 (0-3)     | 진출 실패                   | 3         |
| 김정길        | 단식 MS4  | 경기 없음           | 미할릭 (SVK) · 승 (3-1) | 투란 (TUR) · 승 (3-1)         | 차이우트 (TUR) · 패 (2-3)   | 진출 실패                   | 3         |
| 김영건        | 단식 MS4  | 경기 없음           | 로페즈 (ESP) · 승 (3-0) | 트라브니체크 (SVK) · 승 (3-1) | 오건컨 (NGR) · 승 (3-1)     | 차이우트 (TUR) · 승 (3-2)   | 1         |
| 김기태        | 단식 MS11 | 경기 없음           | 부전승                  | 고메스 (BRA) · 승 (3-1)       | 아이넴 (AUS) · 승 (3-1)     | 첸포옌 (TPE) · 승 (3-1)     | 1         |
| 장영진 박성주 | 복식 MD4  | 경기 없음           | 부전승                  | 영국 (GBR) · 승 (3-0)         | 프랑스 (FRA) · 승 (3-1)     | 슬로바키아 (SVK) · 패 (1-3) | 2         |
| 차수용 박진철 | 복식 MD4  | 경기 없음           | 부전승                  | 이탈리아 (ITA) · 승 (3-0)     | 슬로바키아 (SVK) · 패 (2-3) | 진출 실패                   | 3         |
| 김영건 김정길 | 복식 MD8  | 경기 없음           | 칠레 (CHI) · 승 (3-0)   | 튀르키예 (TUR) · 패 (0-3)     | 진출 실패                   | 진출 실패                   | 진출 실패 |

#### 여자
| 선수          | 종목       | 16강                        | 8강                             | 준결승                          | 결승                            | 결승      |
| 선수          | 종목       | 상대선수 결과               | 상대선수 결과                   | 상대선수 결과                   | 상대선수 결과                   | 순위      |
| 서수연        | 단식 WS1-2 | 부전승                      | 슈페겔 (GER) · 승 (3-0)         | 류징 (CHN) · 패 (2-3)           | 진출 실패                       | 3         |
| 이미규        | 단식 WS3   | 엘샤미 (EGY) · 승 (3-0)     | 쉐쥐안 (CHN) · 패 (1-3)         | 진출 실패                       | 진출 실패                       | 진출 실패 |
| 윤지유        | 단식 WS3   | 부전승                      | 올리베이라 (BRA) · 승 (3-1)     | 라카치니 (ITA) · 승 (3-1)       | 빈세티치 (CRO) · 패 (2-3)       | 2         |
| 정영아        | 단식 WS5   | 부전승                      | 피에르 (FRA) · 승 (3-2)         | 판지아민 (CHN) · 패 (1-3)       | 진출 실패                       | 3         |
| 문성혜        | 단식 WS5   | 부전승                      | 싱암 (THA) · 승 (3-0)           | 장볜 (CHN) · 패 (1-3)           | 진출 실패                       | 3         |
| 김성옥        | 단식 WS7   | 암델아지즈 (EGY) · 승 (3-0) | 왕루이 (CHN) · 패 (0-3)         | 진출 실패                       | 진출 실패                       | 진출 실패 |
| 서수연 윤지유 | 복식 WD5   | 경기 없음                   | 부전승                          | 브라질 (BRA) · 승 (3-0)         | 중화인민공화국 (CHN) · 패 (1-3) | 2         |
| 강외정 이미규 | 복식 WD10  | 독일 (GER) · 승 (3-2)       | 중화인민공화국 (CHN) · 승 (3-2) | 세르비아 (SRB) · 패 (1-3)       | 진출 실패                       | 3         |
| 정영아 문성혜 | 복식 WD10  | 부전승                      | 인도 (IND) · 승 (3-1)           | 중화인민공화국 (CHN) · 패 (0-3) | 진출 실패                       | 3         |

#### 혼성
| 선수          | 종목     | 32강          | 16강                        | 8강                             | 준결승        | 결승          | 결승      |
| 선수          | 종목     | 상대선수 결과 | 상대선수 결과               | 상대선수 결과                   | 상대선수 결과 | 상대선수 결과 | 순위      |
| 김영건 이미규 | 복식 XD7 | 부전승        | 독일 (GER) · 승 (3-1)       | 프랑스 (FRA) · 패 (2-3)         | 진출 실패     | 진출 실패     | 진출 실패 |
| 김정길 윤지유 | 복식 XD7 | 부전승        | 아르헨티나 (ARG) · 승 (3-0) | 중화인민공화국 (CHN) · 패 (0-3) | 진출 실패     | 진출 실패     | 진출 실패 |

### 태권도

#### 남자
| 선수   | 세부 종목  | 32강전           | 16강전                    | 8강전                     | 4강전                    | 패자부활전       | 결승 / 3,4위전            | 결승 / 3,4위전 |
| 선수   | 세부 종목  | 상대 선수 스코어 | 상대 선수 스코어          | 상대 선수 스코어          | 상대 선수 스코어         | 상대 선수 스코어 | 상대 선수 스코어          | 순위           |
| 이동호 | K44 63kg급 | 경기 없음        | 밀라드 (ISR) · 패 (12-27) | 진출 실패                 | 진출 실패                | 진출 실패        | 진출 실패                 | 진출 실패      |
| 주정훈 | K44 80kg급 | 부전승           | 부전승                    | 스파히치 (SRB) · 승 (8-1) | 나헤라 (MEX) · 패 (8-10) | 경기 없음        | 돔바예프 (KAZ) · 승 (7-1) | 3              |

### 패러카누

#### 남자
| 선수   | 세부 종목    | 예선  | 예선 | 준결선 | 준결선 | 결선  | 결선      |
| 선수   | 세부 종목    | 기록  | 순위 | 기록   | 순위   | 기록  | 최종 순위 |
| 최용범 | 200m K-1 KL3 | 42.42 | 4SF  | 42.26  | 4FA    | 41.91 | 8         |

### 파워리프팅

#### 남자
| 선수   | 세부 종목 | 1차 시기 | 2차 시기 | 3차 시기 | 기록 | 순위 |
| 김규호 | 80kg급    | 202      | 207      | 216      | 202  | 4    |

#### 여자
| 선수   | 세부 종목 | 1차 시기 | 2차 시기 | 3차 시기 | 기록 | 순위 |
| 김형희 | 67kg급    | 80       | 90       | 95       | 95   | 9    |
| 정연실 | 73kg급    | 93       | 100      | 109      | 100  | 6    |
| 정연실 | 86kg급    | 113      | 115      | 126      | 115  | 5    |

### 패러트라이애슬론

#### 남자
| 선수   | 종목 | 수영  | 전환1 | 사이클 | 전환2 | 달리기 | 기록    | 순위 |
| ------ | ---- | ----- | ----- | ------ | ----- | ------ | ------- | ---- |
| 김황태 | PTS3 | 24:58 | 1:06  | 35.29  | 1:09  | 21:19  | 1:24:01 | 10   |

### 휠체어 테니스

#### 남자
| 선수          | 세부 종목 | 64강                          | 32강                                  | 16강                           | 8강                      | 준결승    | 결승 / 순위 결정전 | 결승 / 순위 결정전 |
| 선수          | 세부 종목 | 상대 점수                     | 상대 점수                             | 상대 점수                      | 상대 점수                | 상대 점수 | 상대 점수          | 최종 순위          |
| 한성봉        | 단식      | 랭맨 (AUT) · 패 2-6, 6-0, 2-6 | 진출 실패                             | 진출 실패                      | 진출 실패                | 진출 실패 | 진출 실패          | 진출 실패          |
| 임호원        | 단식      | 빈 유수프 (MAS) · 승 6-2, 6-3 | 카베르자스키 (ESP) · 패 6-4, 4-6, 6-7 | 진출 실패                      | 진출 실패                | 진출 실패 | 진출 실패          | 진출 실패          |
| 한성봉 임호원 | 복식      | 경기 없음                     | 부전승                                | 오스트리아 (AUT) · 승 6-2, 6-0 | 일본 (JPN) · 패 1-6, 4-6 | 진출 실패 | 진출 실패          | 진출 실패          |

### 휠체어 펜싱

#### 여자
| 선수 (시드)          | 세부 종목   | 32강전                        | 16강전                       | 8강전                     | 4강전                   | 패자부활전1              | 패자부활전2                | 패자부활전3                 | 패자부활전4               | 결승 / 3,4위전           | 결승 / 3,4위전 |           |
| 선수 (시드)          | 세부 종목   | 상대 선수 (시드) 스코어       | 상대 선수 (시드) 스코어      | 상대 선수 (시드) 스코어   | 상대 선수 (시드) 스코어 | 상대 선수 (시드) 스코어  | 상대 선수 (시드) 스코어    | 상대 선수 (시드) 스코어     | 상대 선수 (시드) 스코어   | 상대 선수 (시드) 스코어  | 순위           |           |
| 권효경               | 사브르 A    | 판푸이샨 (HKG) · 승 15-8      | 티빌라슈빌리 (GEO) · 패 5-15 | 진출 실패                 | 진출 실패               | 피드리히 (POL) · 승 15-8 | 모르크비치 (UKR) · 패 8-15 | 진출 실패                   | 진출 실패                 | 진출 실패                | 진출 실패      |           |
| 권효경               | 플뢰레 A    | 부전승                        | 티빌라슈빌리 (GEO) · 승 15-4 | 구하이옌 (CHN) · 패 5-15  | 진출 실패               |                          | 푸이샨판 (HKG) · 승 15-14  | 크레이야크 (HUN) · 패 14-15 | 진출 실패                 | 진출 실패                | 진출 실패      |           |
| 권효경               | 에페 A      | 부전승                        | 테일러 (USA) · 승 15-4       | 비데 (FRA) · 승 15-13     | 베레스 (HUN) · 승 15-13 |                          |                            |                             |                           | 첸위안동 (CHN) · 패 6-15 | 2              |           |
| 백경혜               | 플뢰레 A    | 자타야 테일러 (USA) · 패 5-15 | 진출 실패                    | 진출 실패                 | 진출 실패               | 진출 실패                | 진출 실패                  | 진출 실패                   | 진출 실패                 | 진출 실패                | 진출 실패      | 진출 실패 |
| 백경혜               | 에페 A      | 드로즈즈 (POL) · 패 9-15      | 진출 실패                    | 진출 실패                 | 진출 실패               | 진출 실패                | 진출 실패                  | 진출 실패                   | 진출 실패                 | 진출 실패                | 진출 실패      | 진출 실패 |
| 조은혜               | 사브르 B    | 경기 없음                     | 로우티안 (CAN) · 승 15-8     | 자나 (THA) · 패 3-15      | 진출 실패               |                          | 통응아팅 (HKG) · 승 15-5   | 아오란주 (CHN) · 패 6-15    | 진출 실패                 | 진출 실패                | 진출 실패      |           |
| 조은혜               | 플뢰레 B    | 경기 없음                     | 충윈핑 (HKG) · 패 10-15      | 진출 실패                 | 진출 실패               |                          | 통응아팅 (HKG) · 승 15-9   | 도로흐 (UKR) · 승 15-5      | 사쿠라이 (JPN) · 승 15-14 | 비오 (ITA) · 패 2-15     | 4              |           |
| 조은혜               | 에페 B      | 경기 없음                     | 산토스 (BRA) · 승 15-1       | 아오란주 (CHN) · 패 10-15 | 진출 실패               |                          | 로우티안 (CAN) · 승 7-15   | 진출 실패                   | 진출 실패                 | 진출 실패                | 진출 실패      |           |
| 권효경 조은혜 백경혜 | 사브르 단체 | 경기 없음                     | 태국 (THA) · 승 (45-42)      | 홍콩 (HKG) · 패 (22-45)   | 진출 실패               | 경기 없음                | 경기 없음                  | 경기 없음                   | 경기 없음                 | 진출 실패                | 진출 실패      |           |
| 권효경 조은혜 백경혜 | 에페 단체   | 경기 없음                     | 부전승                       | 태국 (THA) · 패 (42-45)   | 진출 실패               | 경기 없음                | 경기 없음                  | 경기 없음                   | 경기 없음                 | 진출 실패                | 진출 실패      |           |

## 같이 보기
- 2024년 하계 올림픽 대한민국 선수단

### 내용
1. ↑  팀 내 유일한 비장애인 선수이다. 유타포어 혼성 경기의 경우 남녀 각각2명과 콕스로 구성된다. 콕스의 경우 장애유무 및 성별과 상관없이 출전 가능하다.[3]